# Adventisme
 Denne artikel omhandler trosbegrebet adventisme. For hovedkirkesamfundet i adventismen, se Syvende Dags Adventistkirken.
En adventist er en person, der tror på Jesu genkomst og som hører til et af de samfund, som har sin oprindelse i Advent-bevægelsen fra den først halvdel af 1800-tallet. Adventist-familien af kirker bliver i dag anset for at være konservative protestantiske.
Den adventistiske teologi har mange ligheder med generel protestantisme. Der er nogle variationer i doktriner, f.eks. sjælens udødelighed, hvor mange ikke anerkender, at mennesker har en udødelig sjæl. Andre forskelle er, hvorvidt helligdommen, som der er refereret til i Daniel 8, refererer til en jordisk helligdom eller en himmelsk lignende. Spørgsmålet om den syvende dag som sabbat er som sådan ikke en del af begrebet adventisme, men blev hurtigt en del af bevægelsens lære.

## Historie
Moderne adventisme begyndte som en tværkirkelig bevægelse. En af de store ledere var William Miller, hvorfor de til dels bliver kaldt milleriter. Advent-bevægelsen omfattede da 50,000 til 100,000 i USA, men den eksisterer også udenfor USA. Baggrunden for adventbevægelsen var, at de 2300 år som der var skrevet om i Daniels Bog udløb i 1844, hvorefter helligdommen skulle renses. Det blev set på som et symbol på Jesu andet komme.
1844 bliver kaldt Den Store Skuffelse, da Jesus ikke kom som de havde forventet. Mange forlod adventismen, men en lille del holdt fast ved den. De kom til at udgøre grundlaget for dagens adventisme.

## Kirkesamfund
Ud af de kirkesamfund som blev grundlagt er Syvende Dags Adventistkirken (også forkortet SDA) langt den største. Den bygger på den tro, at den helligdom, som er talt om i Daniels Bog, ikke er den jordiske helligdom, men den himmelske helligdom, som der er skrevet om Hebræerbrevet. De holder også hviledag på den syvende dag, hvilket er lørdag, derfor kalder de sig syvendedags-adventister.
Andre kirkesamfund i adventismen, der har nogle tusind medlemmer hver: Advent Christian Church, Christadelphians, Church of God General Conference, Church of God (Seventh Day), Church of God and Saints of Christ og Guds Verdensvide Kirke.